# Мамаева, Нина Васильевна
Нина Васильевна Мамаева (8 февраля 1923 — 14 августа 2001) — советская российская актриса, педагог. Народная артистка СССР (1982).

## Биография
Нина Мамаева родилась 8 августа 1923 года в Омске (по другим источникам — в 1924 году в Петрограде (ныне Санкт-Петербург))
В 1925 году вместе с семьей переехала в Новосибирск. Занималась в театральной студии Дома Художественного воспитания детей (руководитель — Валентина Викторовна Петухова). Окончив школу в 1941 году, поступила на радиозавод радиомонтажницей, но когда в 1942 году в эвакуацию в Новосибирск приехал Ленинградский театральный институт (ныне Российский государственный институт сценических искусств), пошла туда показываться. По просьбе И. И. Соллертинского её отпустили с завода и в 1946 году, уже в Ленинграде, окончила этот институт (мастерская Л. Ф. Макарьева). Её дипломной работой была роль Сони в спектакле «Дядя Ваня» А. П. Чехов.
В 1946—1954 годах — актриса Ленинградского ТЮЗа (ныне — Театр юных зрителей имени А. А. Брянцева). Её актёрская звезда взошла в этом театре. С большим успехом актриса играла роли молодых героинь: Любашу в спектакле «Бедность не порок», Вику в «Аттестате зрелости», Люсю в спектакле «Её друзья», Аню в «Вишневом саде» и других. Весь Ленинград говорил об актрисе — Джульетте, все стремились увидеть этот спектакль.
В 1954 году была приглашена в Ленинградский театр драмы им. А. С. Пушкина (с 1990 — Александринский театр) на роль Офелии (режиссёр Г. М. Козинцев). Исполнила на сцене этого театра много ролей и до конца жизни была актрисой этого театра.
Играла также в спектаклях других театров Ленинграда: Ленинградский театр эстрады и миниатюр (1981—1983), Ленинградский театр им. Ленинского комсомола (ныне театр «Балтийский дом») (1986—1989).
С 1967 по 1969 годы преподавала в Ленинградском институте театра, музыки и кинематографии на курсе Р. Р. Сусловича.
Ушла из жизни 14 августа 2001 года в Санкт-Петербурге. Похоронена на Литераторских мостках Волковского кладбища.

## Творчество

### Театр

#### Ленинградский ТЮЗ
- «Ромео и Джульетта» У. Шекспира — Джульетта[4]
- «Вишнёвый сад» А. П. Чехова — Аня
- «Аттестат зрелости» Л. Б. Гераскиной — Вика
- «Её друзья» В. С. Розова — Люся
- «Дневник Наташи Соколовой» А. Г. Зака и И. К. Кузнецова — Наташа
- «Бедность не порок» А. Н. Островского — Любаша

#### Ленинградский академический театр драмы им. А. С. Пушкина
- 1954 — «Чайка» А. П. Чехова — Нина Заречная
- 1954 — «Гамлет» У. Шекспира — Офелия
- 1955 — «Пучина» А. Н. Островского — Лиза Кисельникова
- 1956 — «Игрок» по Ф. М. Достоевскому — Полина
- 1956 — «На дне» М. Горького — Настя
- 1957 — «Дворянское гнездо» по И. С. Тургеневу — Лиза
- 1959 — «Смерть коммивояжёра» А. Миллера — Линда
- 1960 — «Суровое счастье» В. Михайлова — Маша
- 1962 — «Маленькие трагедии» А. В. Пушкина — Дона Анна
- 1962 — «Добрый человек из Сычуани» Б. Брехта — Шен Те и Шуи Та
- 1963 — «Семья Журбиных» В. А. Кочетова и С. С. Кара — Зина иванова
- 1967 — «Дело, которому ты служишь» Ю. П. Германа — Инна Матвеевна Горбанюк
- 1968 — «Антигона» Софокла. Режиссёр: Д. А. Алексидзе — Антигона
- 1970 — «Мария» А. Д. Салынского — Мария Одинцова
- 1970 — «Человек и глобус» В. Лаврентьева — Кира
- 1973 — «Ночью без звёзд» А. П. Штейна — Женщина в чёрном
- 1976 — «Дети солнца» М. Горького — Меланья
- 1977 — «Пока бьётся сердце» Д. Я. Храбровицкого — Секретарша
- 1978 — «Мораль пани Дульской» Г. Запольской — пани Дульская
- 1980 — «Первый бал Золушки» по Е. Л. Шварцу — Мачеха
- 1982 — «Отец Горио» по О. де Бальзаку — мадемуазель Мишано
- «Доходное место » А. Н. Островского — Кукушкина
- «Три сестры» А. П. Чехова — Анфиса
- «Пока она умирала» Н. М. Птушкиной — Софья Ивановна
- «Миражи» Ю. О’Нила — Дебора
- «Маков цвет» З. Н. Гиппиус, Д. С. Мережковского и Д. В. Философова — Евдокимовна

#### Ленинградский театр эстрады и миниатюр
- 1981 — «Ужасные родители» Ж. Кокто, постановка Г. С. Егорова, художник В. Малахиева — Лео
- 1982 — «Пять романсов в старом доме» В. К. Арро, постановка Г. С. Егорова, художник В. Малахиева, композитор Г. Портнов — Полина Семёновна Касьянова

#### Ленинградский театр им. Ленинского комсомола
- «Кто боится Вирджинии Вулф?» Э. Олби, постановка Г. С. Егорова — Марта

### Фильмография
- 1951 — Белинский — Мария Белинская
- 1951 — Свет в Коорди — эпизод
- 1953 — Званый ужин (короткометражный) — жена Петра Петровича
- 1956 — Искатели — Майя Константиновна Устинова
- 1957 — Степан Кольчугин — Ольга Ивановна
- 1958 — В дни Октября — Маргарита Васильевна Фофанова
- 1958 — Пучина (фильм-спектакль) — Лиза
- 1961 — Раздумья — эпизод
- 1966 — В городе С. — жена Пузырева
- 1966 — Элиза Дулиттл (фильм-спектакль) — миссис Пирс
- 1966 — Маленькие трагедии (фильм № 2 «Каменный гость») (фильм-спектакль) — донна Анна
- 1967 — Его звали Роберт — Катя
- 1970 — О любви — Полина Ивановна
- 1974 — Врача вызывали? — соседка
- 1975 — Чужие письма — Елизавета Сергеевна
- 1976 — Вдовы — вдова Петра Пелипенко
- 1976 — Длинное, длинное дело — секретарь в приёмной Фёдора Гавриловича
- 1977 — Беда — попутчица
- 1978 — Ошибки юности — мама Гурьянова
- 1978 — Пока бьётся сердце (фильм-спектакль) — Любовь Михайловна
- 1978 — Фотография на стене — Ирина Александровна
- 1979 — Бал (фильм-спектакль) — эпизод
- 1979 — Впервые замужем — Лукерья Петровна
- 1979 — Вторая весна — Меланья Антоновна
- 1980 — Последний побег — Галина Ивановна
- 1982 — Формула памяти — Нина Светлова
- 1992 — Рин. Легенда об иконе — Таня, немая монахиня

#### Участие в фильмах
- 1998 — Юрий Толубеев (из цикла телепрограмм канала ОРТ «Чтобы помнили») (документальный)

## Награды и звания
- Заслуженная артистка РСФСР (1957)
- Народная артистка РСФСР (1968)[1]
- Народная артистка СССР (1982)

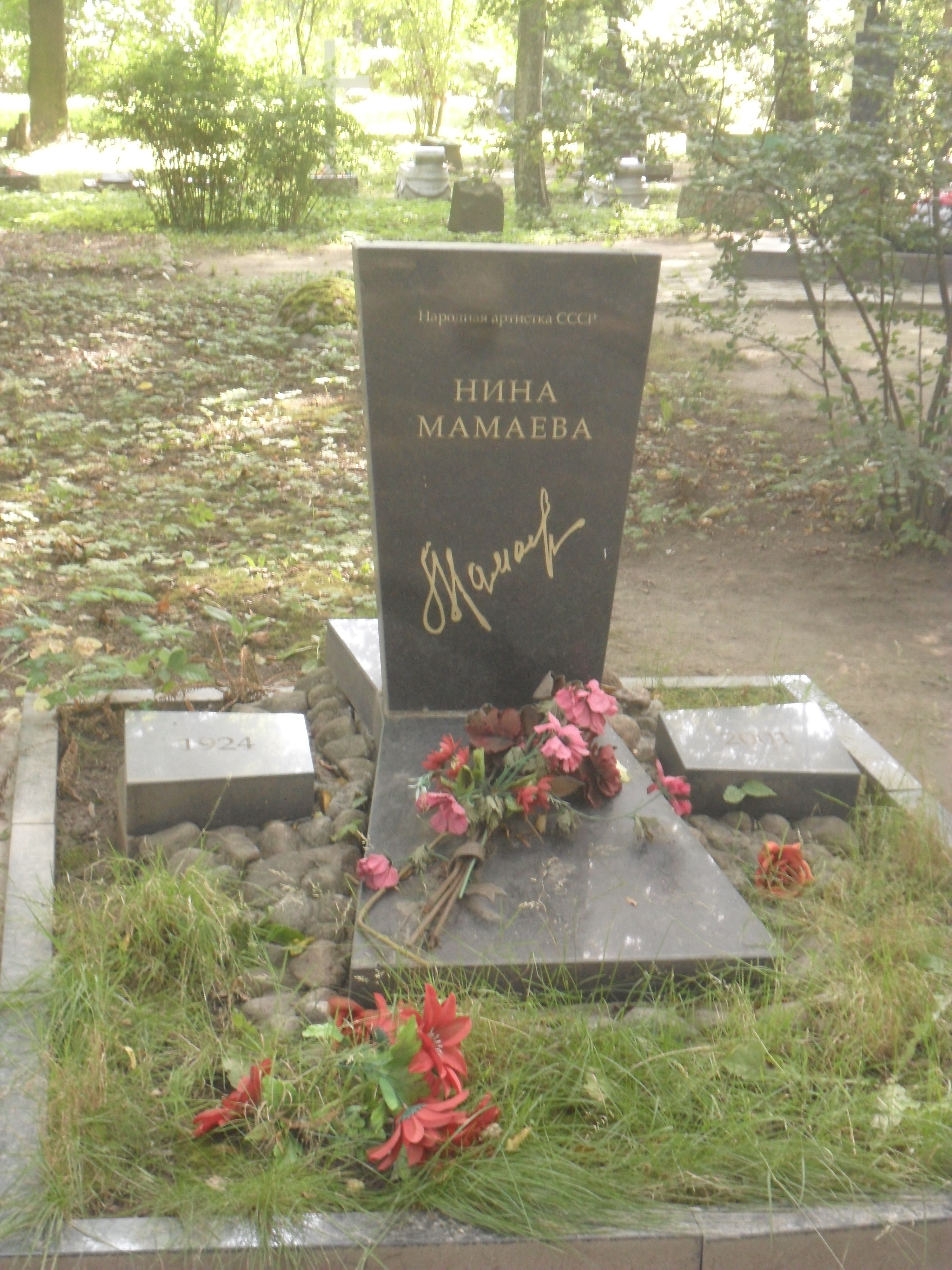
Могила Мамаевой на Литераторских мостках в Санкт-Петербурге.

- Медаль «За доблестный труд в Великой Отечественной войне 1941—1945 гг.» (1946)
- Медаль «В память 250-летия Ленинграда» (1957)
- Медаль «Ветеран труда» (1980)
- Медаль «50 лет Победы в Великой Отечественной войне 1941—1945 гг.» (1995)
- Почётный диплом Законодательного Собрания Санкт-Петербурга (1998)[5]